# Ascorhynchus corderoi
Ascorhynchus corderoi is een zeespin uit de familie Ascorhynchidae. De soort behoort tot het geslacht Ascorhynchus. Ascorhynchus corderoi werd in 1952 voor het eerst wetenschappelijk beschreven door du Bois-Reymond Marcus. 